# パリッタ
パリッタ（巴: Paritta）とは、上座部仏教において、日常的に読誦される経典類の総称。
パリッタは、元々パーリ語で「防御」を意味するが、そこから転じてこうした意味に用いられるようになった。日本語では「護呪」と表現したりもする。